# 宝福亭
宝福亭（1888年—1941年），蒙古名诺力嘎尔扎布，蒙古族，昭乌达盟克什克腾旗（今属内蒙古自治区赤峰市）人，中华民国大陆时期、满洲国的内蒙古政治及文化界人物。

## 生平
宝福亭生于清朝光绪十四年（1888年），为克什克腾旗第十代札萨克那木济勒的从弟。宝福亭自幼入寺院当喇嘛，学会了蒙古文、汉文、满文。光绪三十二年（1906年），宝福亭同从侄布和济雅争夺那木济勒死后留下的一等台吉爵位失败，出走外蒙古大库伦。
1913年，在“癸丑之乱”中，宝福亭参加了奈丹扎布组织的远征军（黄军），曾经回到经棚企图武装夺取克什克腾旗大权。不久，被米振标部驱逐出克什克腾旗。战斗中，宝福亭左臂中弹，后经一位喇嘛治愈。此后，宝福亭赴奉天，到张作霖手下担任外交顾问。
民国15年（1926年），宝福亭在奉天和来自科尔沁的克興額、拉西僧格（又译“喇锡僧格”，汉名“韩明卿”）等人创办了出版蒙古文图书的“东蒙书局”，翻印出版中外新旧书籍，同时用蒙古文翻译出版了30多种图书以及大量关于历史、语言、文学等方面的蒙古文教材。宝福亭自编了蒙古文的《初教国文》课本，该课本共8册。当时，宝福亭和克興額、拉西僧格被誉为内蒙古文坛三杰。
民国17年（1928年），经郭道甫倡议，在奉天成立了“蒙古文化促进会”，宝福亭出任副会长。
民国18年（1929年）6月，在西藏九世班禅额尔德尼的帮助下，宝福亭升为辅国公，回到克什克腾旗驱逐了其侄子布和济雅，接任克什克腾旗札萨克。
民国22年（1933年，满洲国大同二年）2月，日本方面在郑家屯召开了蒙古王公会议，招降蒙古王公，宝福亭与会，并以辅国公的身份代表克什克腾旗归顺满洲国。同年9月，宝福亭回到经棚。民国23年（1934年，满洲国康德元年），宝福亭升任满洲国兴安西省民生厅长，不久升任省长。
在担任兴安西省民生厅长期间，宝福亭的元配夫人包氏逝世。经兴安南省省长寿明阿介绍，宝福亭和肃亲王善耆的第九个女儿金显玖结婚。金显玖时年34岁，她早年从旅顺高校毕业之后，曾赴日本留学，会英文、日文、满文、蒙古文、汉文。金显玖和溥仪同辈，为皇亲，所以宝福亭和金显玖的婚礼在满洲国首都新京（今长春）举行。婚后，金显玖更名为诺·显玖，宝福亭每年赴新京觐见溥仪一次。
民国23年（1934年，满洲国康德元年）7月，抗日救国军组织了1500人在八仙筒举行起义，杀死了警察署长佐佐木等8个日本兵。事后，一位起义领导人（也是宝福亭在沈阳的老朋友）逃到宝福亭家避难。后来，此事被日本人得知，虽然未查办宝福亭，但自此同宝福亭产生了嫌隙。
在开鲁担任满洲国兴安西省省长期间，宝福亭暗中保护过哈丰阿、齐国栋、朋斯克、白永伦等内蒙古人民革命党领导人。宝福亭还在开鲁创办了“蒙古文学会”，并以蒙古文出版杂志《丙寅周刊》。他还在兴安西省省报《青旗报》上发表过《成吉思汗出征歌》等多篇散文和诗歌。他还编了一部《蒙文辞典》，用家中的手摇印刷机油印出版。
民国30年（1941年，满洲国康德8年），宝福亭因脑溢血在开鲁病逝。一说他是因中了日本人的“鸿门宴”而死。其遗体被运回经棚，满洲国克什克腾旗公署在经棚为他举行了追悼会，会后将遗体安葬于今三义乡官地村后沟的宝福亭家祖坟内。